# محافظه ضمد
محافظه ضمد (به عربی: محافظة ضمد) یک منطقهٔ مسکونی در عربستان سعودی است که در استان جازان واقع شده‌است.